# Holigarna
Holigarna  es un género de plantas con 12 especies,  perteneciente a la familia de las anacardiáceas.

## Taxonomía
El género fue descrito por Buch.-Ham. ex Roxb. y publicado en Plants of the Coast of Coromandel 3: 79. 1820. La especie tipo es: Holigarna longifolia Buchanan-Hamilton ex Roxb. 

## Especies
| - Holigarna albicans - Holigarna arnottiana - Holigarna beddomei - Holigarna caustica - Holigarna ferruginea - Holigarna grahamii | - Holigarna helferi - Holigarna kurzii - Holigarna nigra - Holigarna racemosa - Holigarna wightii |